# Nóráp
Nóráp is een plaats (község) en gemeente in het Hongaarse comitaat Veszprém. Nóráp telt 225 inwoners (2001).